# Marxistischer Studentenbund Spartakus

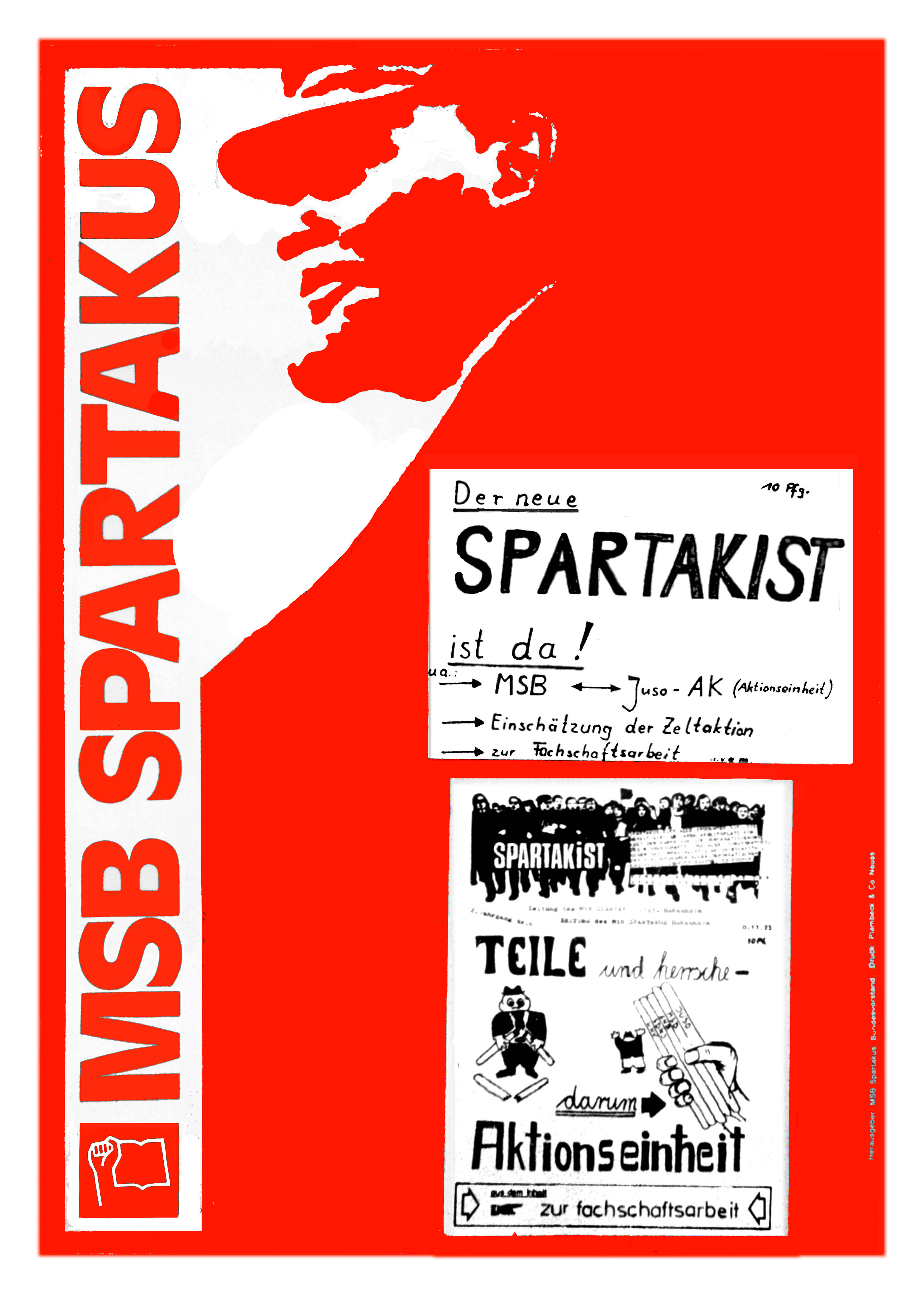
Muurkrant

De Marxistischer Studentenbund Spartakus (MSB) is een studentenbeweging van de Deutsche Kommunistische Partei.

## Voorgeschiedenis
De MSB kent haar ontstaan binnen de Sozialistische Deutsche Studentenbund (SDS). Deze SDS, die aan de basis van de mei '68-beweging in Duitsland lag, bestond uit een amalgaam aan meningen. Twee duidelijke stromingen tekenden zich af: aan de ene kant de 'traditionalisten'die zich op Marx beriepen en aan de andere kant de 'anti-autoritairen' die een eerder spontaneïstisch karakter hadden. Tussen deze twee stromingen kwam het tot een hoogoplopende discussie op de Weltjugendfestspiele in Sofia in 1968. De groep SDS'ers die aanwezig waren stonden onder de leiding van de SDS-voorzitter K. D. Wolff die tot de anti-autoritaire strekking behoorde. Het overgrote gedeelte van de aanwezige SDS'ers waren echter traditionalisten. Het spontaneïstisch gedrag van Wolff werd door de leiding van de Weltjugendfestspiele als een openlijke provocatie gezien. Dit en een aantal andere voorvallen leidde binnen de SDS-delegatie tot zware ruzies waarbij geweld niet werd gespaard. Na de trip naar Sofia werd op 10 augustus 1968, als reactie op de discussies en ruzies, 5 traditionalisten uit de SDS gezet. Een minderheid van de SDS-leiding wilde zelfs de gehele groep van traditionalisten buitenzetten doch kreeg hiervoor geen meerderheid achter zich. De uitsluiting van de 5 van Sofia kon echter wel op duidelijk steun rekenen: van de 119 afgevaardigde waren 75 voor en slechts 24 verzette er zich tegen. Dit voorval bracht de tegenstand tussen de traditionalisten en anti-autoritairen duidelijk naar voren. Waar voorheen de onderlinge verschillen onderhuids hadden bestaan, werden ze nu openlijk uitgevochten. Hierbij verdedigden de traditionalisten de oprichting van een partij als middel tot de bevrijding van de arbeidersklasse. De anti-autoritairen daarentegen bleven achter het standpunt van de SDS-ideoloog Rudi Dutschke staan: "Denn die Befreiung der Lohnabhängigen kann nur durch ihre praktisch umwälzende Bewußtwerdung geschehen, nicht durch eine Partei, eine Bürokratie oder durch ein Parlement"

## Oprichting van de Assoziation Marxistischer Studenten - Spartakus (AMS)
Op 12 januari 1969 kwamen vertegenwoordigers van verscheidene lokale SDS-groepen (vooral uit het bondsland Noordrijn-Westfalen) en een aantal SDS-minderheidsfrakties uit alle delen van West-Duitsland samen in Westhofen/Ruhr. Deze bijeenkomst resulteerde in de oprichting van de Assoziation Marxistischer Studenten - Spartakus. Hiermee wilden de marxistische SDS'ers echter niet te kennen geven dat ze groepsgewijze ontslag namen als lid van de SDS. Integendeel, overal waar mogelijk bleven ze binnen de SDS actief om alzo hun ideeëngoed op entristische wijze binnen de DS te verspreiden. Waar dit niet lukte of niet getolereerd werd, richtten ze nieuwe organisaties op. Op haar derde treffen in Marburg in het voorjaar van 1969 nam de AMS het volgende niets aan duidelijkheid achterwege latende standpunt in: "Wir halten es nicht mit denen, die den Sozialismus überall für gut halten, nur nicht in den sozialistischen Ländern, insbesondere der DDR. Denn die Weiterentwicklung der sozialistischen Länder hat zentrale Bedeutung für den Kampf der Sozialisten in der Bundesrepublik".

## Oprichting van de Marxistischer Studentenbund Spartakus (MSB)
Op het treffen van 20 tot 22 mei 1971 in Bonn werd de Assoziation Marxistischer Studenten van naam veranderd in Marxistischer Studentenbund Spartakus. In tussentijd had de MSB niet stilgezeten. Ze was uitgegroeid tot een van de machtigste studentenorganisaties van West-Duitsland. Zo bezette ze circa 100 van de 425 zetels in het studentenparlement. Doch haar macht was groter dan het getal 100. De MSB was er door haar entristische politiek namelijk in geslaagd om de Sozialdemokratischen Hochschulbund (SHB) ideologisch praktisch volledig te controleren. En bovendien beïnvloedde de MSB tal van onafhankelijke studentengroepen zoals de SDAJ zeer sterk.